# Bataille d'Abu Klea
Guerre des Mahdistes (1881-1899)
Batailles
- Aba
- El Obeid
- Première bataille d'El Teb
- Deuxième bataille d'El Teb
- Tamai
- Trinkitat
- El Eilafun
- Abu Klea
- Abu Kru
- Khartoum
- Kirbekan
- Hashin
- Tofrek
- Ginnis
- Metemma
- Toski
- Agordat
- Barca
- Tokar
- Serobeti
- Agordat
- Kassala
- Gulusit
- 1er Sebderat
- 2e Sebderat
- Mokram
- Tucruf
- Firkat
- Hafir
- Bedden
- Redjaf
- Abu Hamed
- Atbara
- Omdurman
- Fachoda
- Gedaref
- Roseires
- Umm Diwaykarat

La bataille d'Abu Klea est livrée les 16 et 17 janvier 1885 pendant la guerre des Mahdistes au Soudan.
Une colonne britannique commandée par le général Herbert Stewart (en) envoyée au secours du général Charles Gordon assiégé par les Mahdistes dans Khartoum est attaquée non loin de la ville par d'importantes forces ennemies. À la suite d'une bataille sauvage, les guerriers soudanais sont repoussés avec de lourdes pertes. Deux jours plus tard, les Derviches renouvellent leur attaque à Abu Kru et sont une nouvelle fois repoussés, mais le général Stewart est grièvement blessé lors de cette deuxième bataille et mourra peu après.

## Sources
- (en) Philip Warner, Dervish : the rise and fall of an African Empire, Ware, Hertfordshire, Wordsworth Editions, coll. « Wordsworth military library », 2000, 235 p. (ISBN 978-1-840-22246-3)
- (en) Howard Withehouse, Battle in Africa, Fieldbooks, Mansfield 1987.